# Congonia
Congonia is een geslacht van hooiwagens uit de familie Assamiidae.
De wetenschappelijke naam Congonia is voor het eerst geldig gepubliceerd door Roewer in 1935. 

## Soorten
Congonia is monotypisch en omvat slechts de volgende soort:
- Congonia spinifrons